# Gull Glacier
Gull Glacier är en glaciär i Kanada.   Den ligger i territoriet Nunavut, i den nordöstra delen av landet, 4 000 km norr om huvudstaden Ottawa. Gull Glacier ligger 995 meter över havet.
Terrängen runt Gull Glacier är varierad. Havet är nära Gull Glacier åt sydost. Trakten är glest befolkad.